# Henry Ephron
Henry Ephron (* 26. Mai 1911 in New York City; † 6. September 1992 in Los Angeles) war ein US-amerikanischer Schriftsteller, Drehbuchautor und Filmproduzent.

## Leben
Der Sohn eines Einzelhändlers studierte zwischen 1929 und 1933 an der Cornell University. Nach seinem Abschluss wirkte Henry Ephron als Inspizient für mehrere Theaterbühnen. Seit 1934 arbeitete er gemeinsam mit seiner Ehefrau Phoebe Ephron als festes Autorengespann zusammen, sowohl für die Bühne – erster Erfolg mit Three’s a Family – als auch für das Kino. Beider Familienkomödie Take Her She’s Mine wurde 1961 ein großer Erfolg am Broadway und im Jahr darauf von Henry Koster mit James Stewart in der Hauptrolle verfilmt. 
Ephrons Filmmanuskripte, anfänglich im Auftrag der Warner Bros. entstanden, belieferten vor allem Komödien und Filmmusicals der ausgehenden 1940er und der 1950er Jahre, seltener Kriminalfilme wie 23 Schritte zum Abgrund und Romanzen wie Ein gewisses Lächeln. Sein Arbeitgeber in seiner wichtigsten Schaffensperiode, den 1950er Jahren, war die 20th Century Fox. In der zweiten Hälfte der 1950er Jahre betätigte sich Henry Ephron auch mehrfach als Filmproduzent. Sein einziger Regieversuch Sing Boy Sing blieb 1958 ohne Resonanz. 
Eine von Ephrons Töchtern war die Drehbuchautorin und Regisseurin Nora Ephron. Auch Delia Ephron ist im Filmbereich tätig. Seit 1978 war er mit der Schauspielerin June Gale verheiratet.

## Filmografie (komplett)
als Drehbuchautor (ohne Storyentwürfe), wenn nicht anders angegeben
- 1944: Bride by Mistake
- 1947: Dangerous Years
- 1947: Always Together
- 1948: Wallflower
- 1949: John Loves Mary
- 1949: Stern vom Broadway (Look for the Silver Lining)
- 1950: Der geheimnisvolle Ehemann (The Jackpot)
- 1951: An der Riviera (On the Rivera)
- 1952: Im Dutzend heiratsfähig (Belles on Their Toes)
- 1952: What Price Glory?
- 1954: Rhythmus im Blut (There’s No Business Like Show Business)
- 1955: Daddy Langbein (Daddy Long Legs)
- 1956: 23 Schritte zum Abgrund (23 Paces to Baker Street) (nur Produktion)
- 1956: Fanfaren der Freude (The Best Things in Life Are Free) (nur Produktion)
- 1956: Karussell (Carousel)
- 1957: Eine Frau, die alles weiß (Desk Set)
- 1957: Ein gewisses Lächeln (A Certain Smile) (nur Produktion)
- 1958: Sing Boy Sing (nur Regie und Produktion)
- 1963: Captain Newman